# Яньшоу
Яньшо́у (кит. упр. 延寿, пиньинь Yánshòu) — уезд города субпровинциального значения Харбин провинции Хэйлунцзян (КНР).

## История
В 1903 году в этих местах был создан уезд Чаншоу (长寿县), названный так по находящимся здесь реке Чаншоухэ и горе Чаншоушань. После Синьхайской революции, в 1914 году, чтобы избежать дублирования названий с уездом Чаншоу провинции Сычуань, уезд был переименован в Тунбинь (同宾县, «как Бинь»), так как ранее его территория подчинялась Биньчжоускому непосредственно управляемому комиссариату (宾州直隶厅). В 1929 году уезд был переименован в Яньшоу, где иероглиф «Янь» был взят из названия реки Маяньхэ (玛延河), а иероглиф «Шоу» — из названия горы Чаншоушань.
В 1931 году Маньчжурия была оккупирована японскими войсками, а в 1932 году было образовано марионеточное государство Маньчжоу-го. В 1934 году было введено деление Маньчжоу-го на 15 провинций и 1 особый город, и уезд Яньшоу оказался в составе провинции Биньцзян.
В 1945 году Маньчжурия была освобождена Советской армией. После войны правительство Китайской республики приняло программу нового административного деления Северо-Востока, и уезд Яньшоу оказался в составе провинции Сунцзян. В 1954 году провинция Сунцзян была присоединена к провинции Хэйлунцзян, и уезд Яньшоу с 1956 года стал подчиняться Специальному району Муданьцзян провинции Хэйлунцзян. В 1970 году уезд Яньшоу перешёл в подчинение Специального района Сунхуацзян. В 1992 году уезд Яньшоу был переведён в подчинение властям Харбина.

## Административное деление
Уезд Яньшоу делится на 5 посёлков и 4 волости.
| № | Название | Название (кит.) | Статус  | Население чел. (2010) | На карте                         |
| - | -------- | --------------- | ------- | --------------------- | -------------------------------- |
| 1 | Яньшоу   | 延寿镇          | поселок | 80501                 | 45°27′13″ с. ш. 128°19′14″ в. д. |
| 2 | Цзясинь  | 加信镇          | поселок | 24039                 | 45°40′00″ с. ш. 128°42′40″ в. д. |
| 3 | Лютуань  | 六团镇          | поселок | 21964                 | 45°34′43″ с. ш. 128°29′14″ в. д. |
| 4 | Юйхэ     | 玉河乡          | волость | 21616                 | 45°23′33″ с. ш. 128°22′10″ в. д. |
| 5 | Яньхэ    | 延河镇          | поселок | 21084                 | 45°23′18″ с. ш. 128°08′21″ в. д. |
| 6 | Аньшань  | 安山乡          | волость | 18721                 | 45°30′42″ с. ш. 128°31′12″ в. д. |
| 7 | Цинчуань | 青川乡          | волость | 16975                 | 45°26′38″ с. ш. 128°06′18″ в. д. |
| 8 | Чжунхэ   | 中和镇          | поселок | 14598                 | 45°30′19″ с. ш. 128°46′22″ в. д. |
| 9 | Шоушань  | 寿山乡          | волость | 14326                 | 45°26′47″ с. ш. 128°26′22″ в. д. |